# 쑹가오

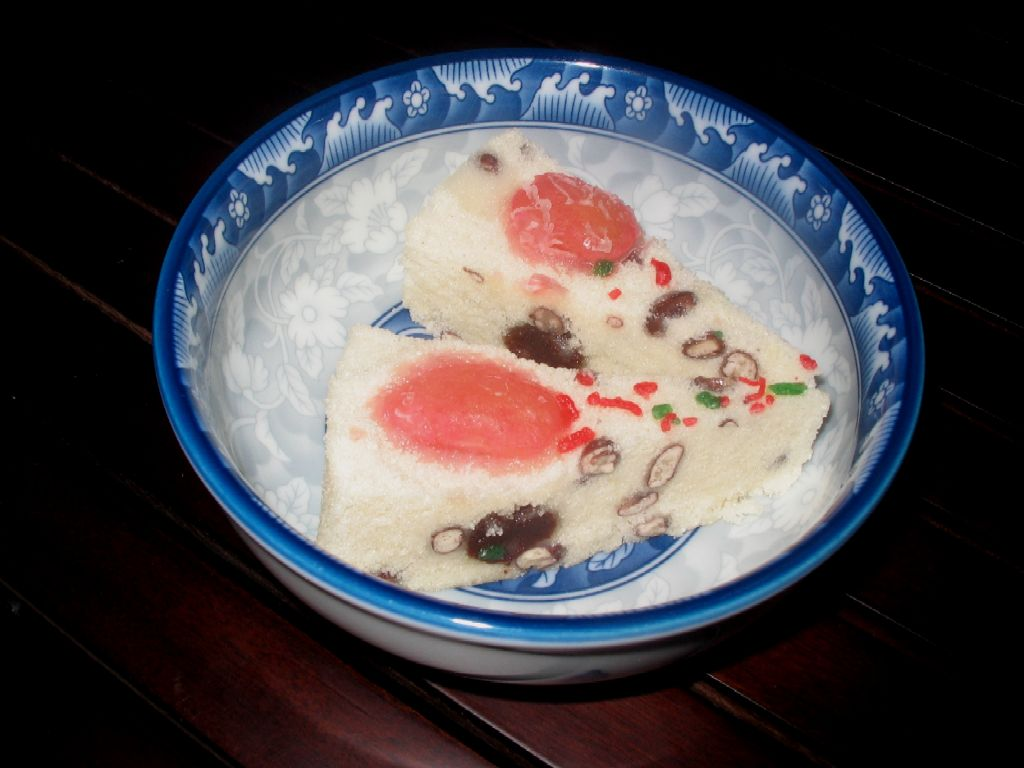
쑹가오

쑹가오(鬆糕, Sōng gāo)는 상하이 요리의 간식으로 쌀가루, 설탕, 팥을 넣은 떡이다. 둥글게 만들고 찐 다음 케익 자르듯 조각을 낸다. 쑹가오를 좋아했던 쑹메이링은 타이베이 원산대반점에서 자기 취향의 쑹가오를 팔도록 했는데 이는 현재도 판매되고 있다.